# Soldäck

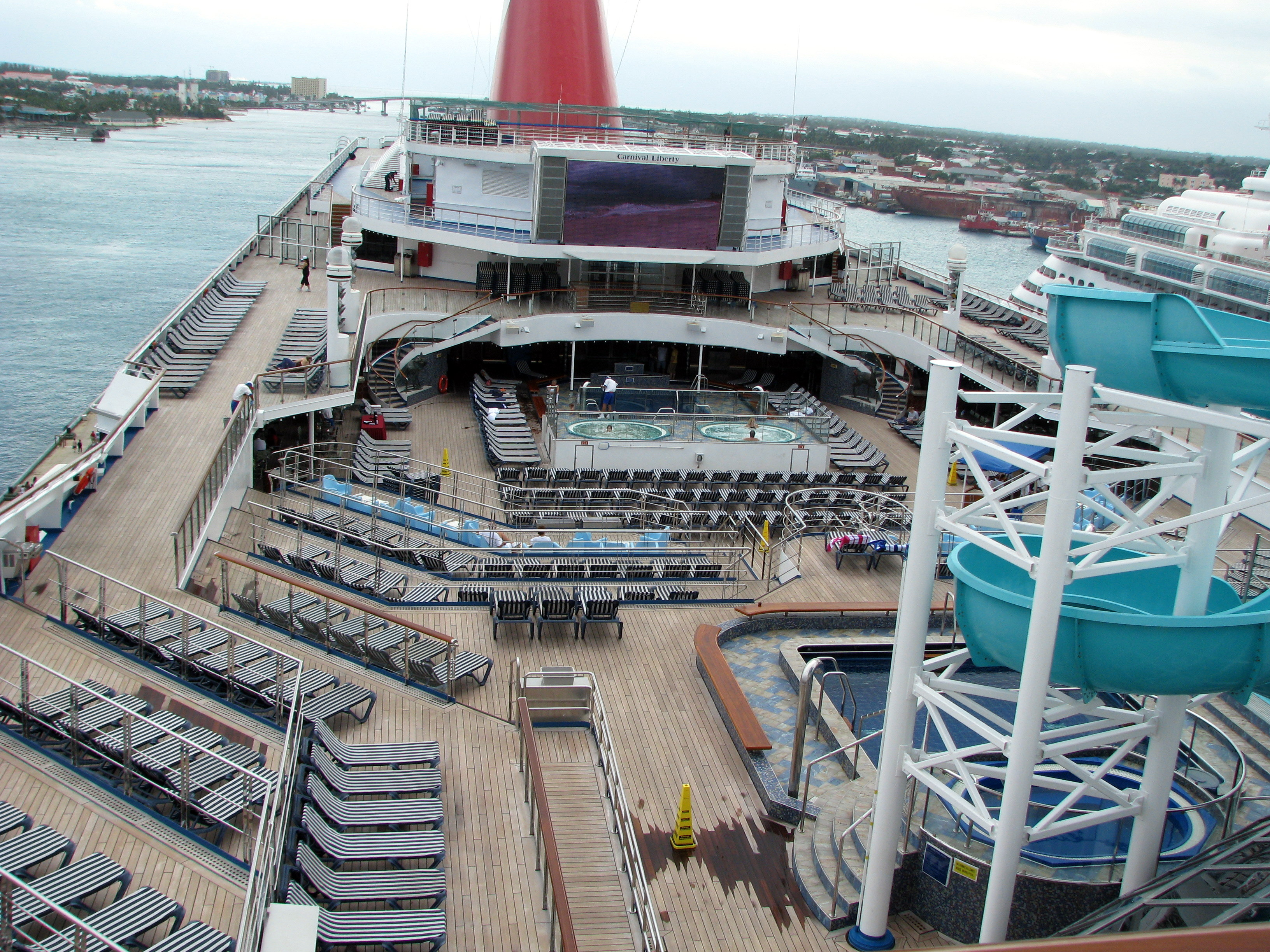
Carnival Liberty, soldäck

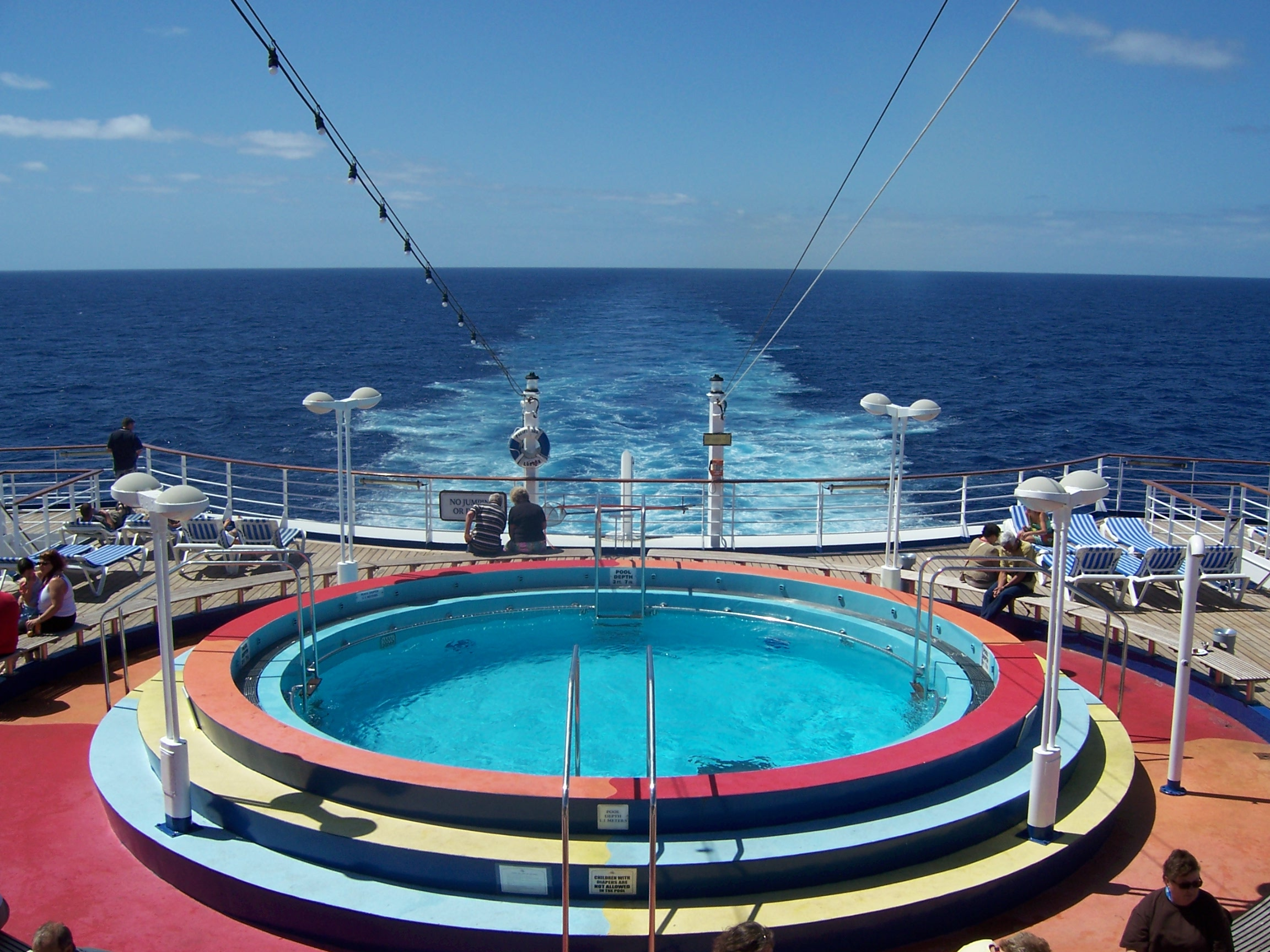
Pacific Sun, akterdäck

Soldäck är ett båtdäck med syfte att erbjuda möjlighet till solbadande, frisk luft och ibland möjlighet för dricka samt matmöjligheter. Begreppet soldäck eller trädäck används även om låga altankonstruktioner på land och med samma användning.